# Edifício Master
Edifício Master é um documentário brasileiro de 2002, dirigido pelo cineasta Eduardo Coutinho, sobre um antigo e tradicional edifício situado em Copacabana, na cidade do Rio de Janeiro, que tem 12 andares, 23 apartamentos por andar, 276 apartamentos conjugados e em média 500 moradores no prédio inteiro.
Em novembro de 2015, o filme entrou na lista feita pela Associação Brasileira de Críticos de Cinema (Abraccine) dos 100 melhores filmes brasileiros de todos os tempos.

## Sinopse
Na produção de Edifício Master, o diretor e sua equipe mantiveram-se durante três semanas dentro do edifício, literalmente morando lá, com a intenção de que ocorresse uma ambientação entre a equipe que produzia o documentário e os moradores. Com o intuito de conhecer melhor as pessoas ali residentes, eles chegaram a entrevistar um total de 37 moradores, extraindo historia intimas e pessoais de cada um deles e estes foram escolhidos para serem os personagens principais do filme. A gravação do documentário durou 7 dias e se ocupou de gravar o cotidiano destas pessoas. Apesar do edifício Master estar localizado em uma área nobre da cidade do Rio de Janeiro, em Copacabana, a maioria de seus moradores pertence às classes média-baixa e baixa, principalmente comparando com a realidade da sociedade carioca. Os moradores do edifício são pessoas provenientes de diversos locais e origem, com idades diversas, e com diversas histórias de vida, mas habitando todas em um mesmo local. Estes mesmos moradores raramente se veem, ou nem sabem da existência um do outro.

## Principais prêmios
Festival de Gramado, 2002
- Venceu na categoria de melhor documentário.

Grande Prêmio Cinema Brasil, 2003
- Indicado nas categorias de melhor documentário, melhor diretor e melhor roteiro original.

Festival de Havana, 2003
- Venceu na categoria de melhor documentário.

Margarida de Prata, 2003
- Venceu na categoria de melhor documentário

Troféu APCA, 2003
- Venceu na categoria de melhor documentário.

Mostra Internacional de Cinema de São Paulo, 2002
- Prêmio da crítica de melhor documentário.